# Запорожец, Иван Кузьмич
Иван Кузьмич Запорожец (1884—1952) — советский архитектор, мастер конструктивизма и сталинского неоклассицизма. Заведующий и председатель Коллегии Отдела сооружений Моссовета и член Коллегии б. ЦЖЗО МКХ, председатель Особого совещания и строительной политики.
Автор ряда выдающихся архитектурных проектов по всему СССР: Белорусского государственного университета в Минске, дома творчества Союза художников СССР в Гурзуфе, а также знаменитого титульного дома Главного управления Северного морского пути - "Полярник" имени Отто Юльевича Шмидта на Садовой-Кудринской улице, в Москве. Согласно архивным сведениям, И.К. Запорожец - автор и второго Дома "Полярник", в Москве, на Никитском бульваре.
В начале 1920-х годов активно участвует в разработке нового типа жилья для граждан, издает «Альбом типовых планов школьных зданий Ярославской губернии», сборники типовых проектов малоэтажных зданий, кинотеатров, участвует в конкурсном проектировании Дома Советов в Омске, оперного театра в Минске.

## Биография
Иван Кузьмич Запорожец родился 4 июня 1884 года в городе Ишим Томской губернии.
В 1904 году он поступил в Петербургскую академию художеств, однако в связи с болезнью был вынужден вернуться домой.
В 1905 году — поступил в Училище живописи, ваяния и зодчества в Москве на живописное отделение в класс В. А. Серова и К. А. Коровина.
С 1907 года — работает техником-строителем в ГЖД Московской городской управы.
Начинается архитектурно-строительная практика Запорожца, он участвует в проектировании и строительстве жилого дома № 3 на Чистопрудном бульваре, в сооружении трамвайного депо Миусского трамвайного парка.
С 1910 года — главный архитектор Гурзуфа в Ялтинской городской управе. Иван Кузьмич проектирует почтамт, детский санаторий, гостиницу, частные дачи (в архиве архитектора сохранился эскизный набросок дачи в стиле модерн, выполненный для заказчицы Левицкой). Кроме того, он строит винные подвалы в Массандре, а в 1913 году осуществляет проект реконструкции мечети в Гурзуфе.
В 1912—1913 гг. — выполняет проект и ведет наблюдение за строительством дачи для своего бывшего учителя К. А. Коровина в Гурзуфе (впоследствии — Дом творчества Союза художников СССР, Дом творчества им. К. А. Коровина).
1912 год — получает свидетельство об окончании Училища живописи, ваяния и зодчества в Москве.
1914 год — становится действительным членом Московского архитектурного общества, переезжает в Ярославль, где проектирует и строит школы, склады, больницы, элеватор и пр., совместно с Н.Дуновицким составляет «Альбом типовых планов школьных зданий Ярославской губернии».
1917 год — избран в Бюро районных дум и получил назначение на должность заведующего строительным отделом и технической частью МГЖД.
С сентября 1918 г. по 1924 год — председатель технического совета строительного отдела МОССОВЕТА, состоящего из ведущих архитекторов.
В конце 1924 года перешёл на работу в Госплан СССР заместителем председателя строительной секции, затем был главным архитектором и директором Цекомбанка, главным архитектором и руководителем проектной мастерской в Союзгипровнуторге.
Из характеристики председателя правления Московского отделения Союза архитекторов СССР Н.Я Колли, датированной 1940 г.:
«…т. Запорожец И. К., будучи заведующим и председателем Коллегии Отдела сооружений Моссовета и членом Коллегии б. ЦЖЗО МКХ и председателем Особого совещания строительной политики, принимал самое близкое и деятельное участие в разрешении всех архитектурных, хозяйственных и технических вопросов, связанных с поднятием строительства и восстановлением всех видов зданий и сооружений г. Москвы».
В 1920 году он издает сборники типовых проектов малоэтажных зданий, кинотеатров и пр.
В 1926—1927 гг. — проектирует жилой дом РЖСКТ «Трудкоопстрой» по Новинскому переулку, 1-3 (Новый Арбат, 31-33). В те же годы он проектирует Белорусский государственный университет в Минске. По сути, это был целый университетский городок с большим количеством зданий, объединённых в единый ансамбль. Одновременно идет работа над проектами санаториев в Хосте и в Сочи.
В 1930 году он получает первую премию за конкурсный проект Инсторфа (Торфяной институт) и проектирует гостиницу в Свердловске. К интересным работам Запорожца, бесспорно заслуживающим внимания историков советской архитектуры, относится и проект гигантского жилкомбината Наркомтяжпрома на Дорогомиловской набережной (сейчас Набережная Тараса Шевченко; проект осуществлен в натуре лишь частично).
В 1935 году вступает в Союз архитекторов СССР.
До 1937 года выполняет ещё ряд проектов — кинотеатров, турбазы в Тегенекли, участвует в конкурсном проектировании Дома Советов в Омске, оперного театра в Минске.
В архиве архитектора имеются объёмистые альбомы калек, синек, эскизных вариантов и чертежей фасадов (с авторской подписью) нескольких зданий в Москве, которые известны как работы других архитекторов. Вот только один пример: жилой дом РЖСКТ «Полярник» на Садовой-Кудринской улице, 14/16 — уникальный архитектурный комплекс, выполненный каскадным способом (в три очереди). В архиве архитектора сохранились 29 синек и шесть фотографий фасадов, планов, а также два документа из Главного управления Северного Морского пути от 1938 года. Первый — о том, что с 1 ноября 1937 года строящийся дом находится на консервации. И на последнем, третьем этапе, спустя 10 лет, 14 августа 1948 года И. К. Запорожец пишет письмо по поводу очередной достройки дома РЖСКТ «Полярник», а также об отстранении от работы «непрошенных авторов», которые оказались якобы «авторами» данного проекта.
Умер 29 сентября 1952 года. Похоронен на Ваганьковском кладбище.